# Giro del Lussemburgo 2017
Il Giro del Lussemburgo 2017, ottantunesima edizione della corsa, valevole come evento dell'UCI Europe Tour 2017 categoria 2.HC, si svolse in 4 tappe precedute da un cronoprologo dal 31 maggio al 4 giugno 2017 su un percorso di 720 km, con partenza e arrivo a Lussemburgo. La vittoria fu appannaggio del belga Greg Van Avermaet, che completò il percorso in 18h27'50" alla media di 39,00 km/h precedendo il connazionale Xandro Meurisse e il francese Anthony Perez.
Al traguardo di Lussemburgo 92 ciclisti, dei 108 alla partenza, portarono a termine la competizione.

## Tappe
| Tappa  | Data      | Percorso                                      | km    | Vincitore di tappa | Leader cl. generale |
| ------ | --------- | --------------------------------------------- | ----- | ------------------ | ------------------- |
| Prol.  | 31 maggio | Lussemburgo > Lussemburgo (cron. individuale) | 2,1   | Damien Gaudin      | Damien Gaudin       |
| 1ª     | 1º giugno | Lussemburgo > Bascharage                      | 172   | Jempy Drucker      | Jempy Drucker       |
| 2ª     | 2 giugno  | Steinfort > Walferdange                       | 178,4 | Greg Van Avermaet  | Jempy Drucker       |
| 3ª     | 3 giugno  | Eschweiler > Diekirch                         | 192,9 | Anthony Perez      | Greg Van Avermaet   |
| 4ª     | 4 giugno  | Mersch > Lussemburgo                          | 174,6 | Greg Van Avermaet  | Greg Van Avermaet   |
| Totale | Totale    | Totale                                        | 720   |                    |                     |

## Squadre e corridori partecipanti
| N.    | Cod. | Squadra                          |
| ----- | ---- | -------------------------------- |
| 1-8   | RNL  | Roompot-Nederlandse Loterij      |
| 11-18 | BMC  | BMC Racing Team                  |
| 21-28 | WVA  | WB Veranclassic Aquality Protect |
| 31-38 | COF  | Cofidis, Solutions Crédits       |
| 41-48 | SVB  | Sport Vlaanderen-Baloise         |
| 51-58 | WGG  | Wanty-Groupe Gobert              |
| 61-68 | FVC  | Fortuneo-Vital Concept           |

| N.      | Cod. | Squadra                  |
| ------- | ---- | ------------------------ |
| 71-78   | CCD  | Team Differdange-Losch   |
| 81-88   | LPC  | Leopard Pro Cycling      |
| 91-98   | NIP  | Nippo-Vini Fantini       |
| 101-108 | VWC  | Veranda's Willems-Crelan |
| 111-118 | ADT  | Armée de Terre           |
| 121-128 | TVC  | Team Virtu Cycling       |
| 131-138 | LKH  | Team Lotto-Kern Haus     |

## Dettaglio delle tappe

### Prologo
- 31 maggio: Lussemburgo > Lussemburgo – Cronometro individuale – 2,1 km

Risultati
| Pos. | Corridore         | Squadra      | Tempo |
| ---- | ----------------- | ------------ | ----- |
| 1    | Damien Gaudin     | Armée de Te. | 3'00" |
| 2    | Greg Van Avermaet | BMC          | a 1"  |
| 3    | Jempy Drucker     | BMC          | a 4"  |

| Pos. | Corridore         | Squadra      | Tempo |
| ---- | ----------------- | ------------ | ----- |
| 1    | Damien Gaudin     | Armée de Te. | 3'00" |
| 2    | Greg Van Avermaet | BMC          | a 1"  |
| 3    | Jempy Drucker     | BMC          | a 4"  |

### 1ª tappa
- 1º giugno: Lussemburgo > Bascharage – 172 km

Risultati
| Pos. | Corridore      | Squadra   | Tempo    |
| ---- | -------------- | --------- | -------- |
| 1    | Jempy Drucker  | BMC       | 4h06'06" |
| 2    | Timothy Dupont | Veranda's | s.t.     |
| 3    | Aksel Nõmmela  | Leopard   | s.t.     |

| Pos. | Corridore         | Squadra      | Tempo    |
| ---- | ----------------- | ------------ | -------- |
| 1    | Jempy Drucker     | BMC          | 4h09'00" |
| 2    | Damien Gaudin     | Armée de Te. | a 6"     |
| 3    | Greg Van Avermaet | BMC          | a 7"     |

### 2ª tappa
- 2 giugno: Steinfort > Walferdange – 178,4 km

Risultati
| Pos. | Corridore         | Squadra | Tempo    |
| ---- | ----------------- | ------- | -------- |
| 1    | Greg Van Avermaet | BMC     | 4h34'47" |
| 2    | Jempy Drucker     | BMC     | s.t.     |
| 3    | Alexander Kamp    | Virtu   | s.t.     |

| Pos. | Corridore         | Squadra   | Tempo    |
| ---- | ----------------- | --------- | -------- |
| 1    | Jempy Drucker     | BMC       | 8h43'41" |
| 2    | Greg Van Avermaet | BMC       | a 1"     |
| 3    | Piet Allegaert    | Sport Vl. | a 13"    |

### 3ª tappa
- 3 giugno: Eschweiler > Diekirch – 192,9 km

Risultati
| Pos. | Corridore         | Squadra | Tempo    |
| ---- | ----------------- | ------- | -------- |
| 1    | Anthony Perez     | Cofidis | 4h58'16" |
| 2    | Greg Van Avermaet | BMC     | s.t.     |
| 3    | Xandro Meurisse   | Wanty   | s.t.     |

| Pos. | Corridore         | Squadra      | Tempo     |
| ---- | ----------------- | ------------ | --------- |
| 1    | Greg Van Avermaet | BMC          | 13h41'52" |
| 2    | Anthony Perez     | Cofidis      | a 22"     |
| 3    | Benjamin Thomas   | Armée de Te. | a 23"     |

### 4ª tappa
- 4 giugno: Mersch > Lussemburgo – 174,6 km

Risultati
| Pos. | Corridore         | Squadra   | Tempo    |
| ---- | ----------------- | --------- | -------- |
| 1    | Greg Van Avermaet | BMC       | 4h46'08" |
| 2    | Alex Kirsch       | WB Veran. | s.t.     |
| 3    | Xandro Meurisse   | Wanty     | s.t.     |

| Pos. | Corridore         | Squadra | Tempo     |
| ---- | ----------------- | ------- | --------- |
| 1    | Greg Van Avermaet | BMC     | 18h27'50" |
| 2    | Xandro Meurisse   | Wanty   | a 29"     |
| 3    | Anthony Perez     | Cofidis | a 36"     |

## Evoluzione delle classifiche
| Tappa              | Vincitore          | Classifica generale Maglia gialla | Classifica a punti Maglia blu | Classifica scalatori Maglia viola | Classifica giovani Maglia bianca | Classifica a squadre       |
| ------------------ | ------------------ | --------------------------------- | ----------------------------- | --------------------------------- | -------------------------------- | -------------------------- |
| Prol.              | Damien Gaudin      | Damien Gaudin                     | non assegnata                 | non assegnata                     | Piet Allegaert                   | BMC Racing Team            |
| 1ª                 | Jempy Drucker      | Jempy Drucker                     | Jempy Drucker                 | Tom Wirtgen                       | Raphael Freienstein              | BMC Racing Team            |
| 2ª                 | Greg Van Avermaet  | Jempy Drucker                     | Jempy Drucker                 | Brice Feillu                      | Piet Allegaert                   | BMC Racing Team            |
| 3ª                 | Anthony Perez      | Greg Van Avermaet                 | Greg Van Avermaet             | Brice Feillu                      | Anthony Perez                    | Cofidis, Solutions Crédits |
| 4ª                 | Greg Van Avermaet  | Greg Van Avermaet                 | Greg Van Avermaet             | Brice Feillu                      | Xandro Meurisse                  | Cofidis, Solutions Crédits |
| Classifiche finali | Classifiche finali | Greg Van Avermaet                 | Greg Van Avermaet             | Brice Feillu                      | Xandro Meurisse                  | Cofidis, Solutions Crédits |

## Classifiche finali

### Classifica generale - Maglia gialla
| Pos. | Corridore         | Squadra      | Tempo     |
| ---- | ----------------- | ------------ | --------- |
| 1    | Greg Van Avermaet | BMC          | 18h27'50" |
| 2    | Xandro Meurisse   | Wanty        | a 29"     |
| 3    | Anthony Perez     | Cofidis      | a 36"     |
| 4    | Benjamin Thomas   | Armée de Te. | a 40"     |
| 5    | Huub Duyn         | Veranda's    | s.t.      |
| 6    | Luis Ángel Maté   | Cofidis      | a 43"     |
| 7    | Julien Loubet     | Armée de Te. | a 44"     |
| 8    | Jérôme Baugnies   | Wanty        | a 47"     |
| 9    | Nicolas Edet      | Cofidis      | a 48"     |
| 10   | Rasmus Guldhammer | Virtu        | a 50"     |

### Classifica a punti - Maglia blu
| Pos. | Corridore         | Squadra  | Punti |
| ---- | ----------------- | -------- | ----- |
| 1    | Greg Van Avermaet | BMC      | 65    |
| 2    | Jempy Drucker     | BMC      | 36    |
| 3    | Anthony Perez     | Cofidis  | 27    |
| 4    | Xandro Meurisse   | Wanty    | 26    |
| 5    | Maxime Bouet      | Fortuneo | 20    |

### Classifica scalatori - Maglia viola
| Pos. | Corridore        | Squadra   | Punti |
| ---- | ---------------- | --------- | ----- |
| 1    | Brice Feillu     | Fortuneo  | 52    |
| 2    | Dimitri Peyskens | WB Veran. | 27    |
| 3    | Kasper Asgreen   | Virtu     | 16    |
| 4    | Kévin Van Melsen | Wanty     | 13    |
| 5    | Tom Wirtgen      | Leopard   | 13    |

### Classifica giovani - Maglia bianca
| Pos. | Corridore         | Squadra      | Tempo     |
| ---- | ----------------- | ------------ | --------- |
| 1    | Xandro Meurisse   | Wanty        | 18h28'19" |
| 2    | Anthony Perez     | Cofidis      | a 7"      |
| 3    | Benjamin Thomas   | Armée de Te. | a 11"     |
| 4    | Franck Bonnamour  | Fortuneo     | a 24"     |
| 5    | Alexander Krieger | Leopard      | a 29"     |

### Classifica a squadre
| Pos. | Squadra                    | Tempo     |
| ---- | -------------------------- | --------- |
| 1    | Cofidis, Solutions Crédits | 55h25'44" |
| 2    | Wanty-Groupe Gobert        | a 26"     |
| 3    | Armée de Terre             | a 29"     |
| 4    | Fortuneo-Vital Concept     | a 38"     |
| 5    | Team Virtu Cycling         | a 1'42"   |